# Benedikt III.
Benedikt III., latinsky Benedictus III, († 17. dubna 858 Řím) byl papežem od 29. září 855 až do své smrti.

## Život a působení
O Benediktovi III. je málo známo. Pocházel z římské rodiny, byl kardinálem knězem při kostele sv. Kalixta za hradbami a byl znám jako zbožný a vzdělaný muž. Když po smrti papeže sv. Lva IV. původní kandidát Hadrianus odmítl, byl proti své vůli zvolen papežem. V jeho době už byly poměry mezi císařem a papežem napjaté a při volbách papežů docházelo ke konfliktům mezi císařskou a římskou stranou (reprezentovanou hlavně římským kněžstvem i šlechtou). Císařská strana podporovala jiného kandidáta Anastasia a Benedikta zajala. Římská strana a lid se však postavily na odpor a Benedikt byl vysvěcen.
Po smrti císaře Lothara I. zasáhl Benedikt do sporů mezi jeho syny, postavil se proti byzantským tlakům a přijal návštěvu wessexského krále Æthelwulfa a jeho syna, pozdějšího krále Alfréda Velikého.
V kronice Martina z Opavy z roku 1277 se uvádí, že před Benediktem byla na papežském trůnu žena přestrojená za muže. Odtud vznikla pověst o papežce Johaně, která je však poměrně pozdního původu a špatně doložena, takže většina historiků ji pokládá za smyšlenku.